# Octavio Klimek-Alcaráz
Octavio Adolfo Klimek-Alcaráz (* 30. Dezember 1962 in Chilpancingo, Bundesstaat Guerrero) ist ein mexikanischer Forstwissenschaftler und Politiker der Partido de la Revolución Democrática.

## Leben
Das Biologiestudium an der Universidad Autónoma Metropolitana in Xochimilco schloss er im Jahr 1985 ab. Er reiste 1987 nach Deutschland und studierte Forstwissenschaft an der Technischen Universität Dresden. Octavio Klimek-Alcaráz promovierte 1994 zum Doktor der Naturwissenschaften (Dr rer. nat.) mit der Dissertation Analyse der Situation des Naturschutzes in Mexico unter besonderer Berücksichtigung der Erhaltung der Biodiversität und des Endemismus.
Octavio Klimek-Alcaráz war von 1995 bis 2001 als Forscher und Prokurist bei der Umweltschutzbehörde (Procuraduría de Protección Ecológica) der Regierung des Bundesstaates Guerrero, und von April  2001 bis November 2003 als Bundesbeauftragter des Secretaría de Medio Ambiente y Recursos Naturales (SEMARNAT) tätig.
Er ist ein langjähriges Mitglied der Partido de la Revolución Democrática (PRD). Während der 19. und 20. Legislaturperiode arbeitete er als Umweltberater der Parlamentariergruppe der PRG in der Abgeordnetenkammer. Von August 2008 bis 2009 war er Abgeordneter des Bundesstaates Guerrero in der 60. Legislaturperiode beim Kongress der Union.